# Александровка (Бурхунское сельское поселение)
Александровка — деревня в Тулунском районе Иркутской области России. Входит в состав Бурхунского муниципального образования. Находится примерно в 27 км к северу от районного центра — города Тулун.

## Население
| 2002 | 2010 | 2011 | 2012 |
| ---- | ---- | ---- | ---- |
| 25   | ↘15  | →15  | ↘14  |

По данным Всероссийской переписи, в 2010 году в деревне проживало 15 человек (6 мужчин и 9 женщин).